# إرحابا (إربد)
إرحابا هي بلدة أردنية جبلية تقع ضمن سلسلة جبال عجلون شمالي الأردن. تتبع إدارياً للواء المزار الشمالي في محافظة إربد. وتبعد قرية ارحابا عن مدينة إربد نحو 20 كم. معظم العشائر المقيمة فيها لها صلات وروابط مع القرى المجاورة، وبشكل خاص مع لواء الكورة الذي خرجت منه معظم عشائر بلدة إرحابا؛ إذ تمتد العشائر في إرحابا بجذورها إلى أصولها من بلدة تبنة، ولها فروع في بلدة كفر الماء بلواء الكورة.

## الطبيعة والتضاريس
تعد ارحابا من المناطق الجبلية التي تضم العديد من الغابات الحرجية، ذات الطبيعة الخلابة؛ اللطيفة صيفا والباردة شتاءً، وتسقط الثلوج على جبالها في المواسم الباردة جداً، كما تتمتع بأحراش البلوط (السنديان) المناسبة للرحلات.

## السكان
يعمل أغلب سكانها في مجال الزراعة والوظائف الحكومية والمهن الحرفية المتنوعة، ويقدر تعداد السكان بنحو 20 ألف نسمة. يمثل التعليم والتحصيل الأكاديمي أهم ما يميز قطاع الشباب في البلدة، وتمتاز بقطاع كبير من الشباب والفتيات الحاصلين على درجات علمية جامعية في مختلف التخصصات العلمية والأدبية.

## الزراعة
تمتاز ارحابا بزراعة البندورة البلدية، وهي مشهورة بنوعها ومـذاقها الطيب على مستوى المملكة، وتمتاز بزراعات أخرى مثل التين والعنب واللوزيات، ومحاصيل أخرى.
وتحتوي كذلك على مساحات شاسعه من الأراضي المزروعة بأشجار الزيتون، وتحديداً أشجار الزيتون البلدي المعروف بالرومي، والذي ينتج أجود أنواع زيت الزيتون، كما ينتج منه أيضا الزيتون المخلل (الرصيع) المشهور محليا (الزيتون المكبوس) والذي ينافس في مذاقه مختلف أنواع الزيتون الأخرى.
كما تحتوي بلدة ارحابا على عدة محاجر (كسارات) لاقتلاع الأحجار من الصخور، وتحويلها إلى رخام أو أحجار بناء من النوع الممتاز (حجر عجلوني)، أو تحويله إلى رمل لغايات البناء والأعمال الإنشائية.
معالم
- المسجد الكبير القديم الذي يقع في وسط البلدة، والذي يعد من أكثر الأماكن الذي يجتمع فيه أهالي القرية في وقت صلاة الجمعة تحديدا، ويمتلئ بالمصلين.
- مدرسة ارحابا الثانوية التي يعود تأسيسها إلى الستينيات من القرن الميلادي العشرين.
- الغابات الحرجية الطبيعية ومنها: أشجار البلوط والسنديان والخروب وغيرها، وهي تشكل غطاء شجرياً غنياً، تعيش فيه مختلف أنواع الطيور المقيمة، وتقصده أنواع متعددة من الطيور الموسمية المهاجرة بحثا عن الطعام والجو الربيعي والصيفي المتميز باعتداله.
- المزارع الشجرية المثمرة، وأهمها: الزيتون البلدي (الرومي) والزيتون النبالي المحسن، والعنب، والتين، ومختلف أشجار الحمضيات.

الموقع الجغرافي:
تقع بلدة زوبيا إلى الجنوب الغربي من بلدة رحابا بمسافة لا تزيد عن 1 كم، وبلدة تبنة إلى الغرب منها بمسافة نحو 7كم، وبلدة المزار الشمالي إلى الشمال منها بمسافة نحو 7 كم.
مؤسسات ومنشآت عامة:
نادي رحابا الرياضي، ويشارك في البطولات المحلية، في كرة القدم، وتنس الطاولة، وغيرهما.
جمعية ارحابا الخيرية، وهي مسجلة في وزارة التنمية الاجتماعية، وتقدم خدمات رياض الأطفال، ومساعدات للأسر ذات الدخل المتدني، ودورات للفتيات.
مركز صحي ارحابا: ويتبع لمديرة صحة محافظة إربد، وهو مركز صحي أولي، يقدم الخدمات الصحية للمواطنين.